# Keir Starmer
Sir Keir Rodney Starmer (født 2. september 1962) er den britiske premierminister og formand for Labour Party. Han har siden 2015 været medlem af Underhuset i det britiske parlament valgt i valgkredsen Holborn and St Pancras i det centrale London. Han er uddannet advokat og er tidligere chef for den britiske anklagemyndighed fra 2008 til 2013.
Han blev i 2015 opfordret til at stille op som leder af Labour efter Ed Milibands afgang, men afviste at stille op, da han anså sig selv for uerfaren.
Jeremy Corbyn udpegede Starmer som skyggeminister for Home Office den 18. september 2015. Den 27. juni 2016 trådte han tilbage som skyggeminister i protest med ledelsen i Labour Party og støttede Owen Smith ved valget i september 2016 til Labours ledelse. Efter at Jeremy Corbyn havde vundet afstemningen, udpegede Corbyn Starmer til skyggeminister for Brexit.
Starmer stillede op til afstemningen om at overtage formandsposten i Labour Party efter Jeremy Corbyns afgang i 2020, og blev den 4. april 2020 erklæret vinder af valget med 56,2% af stemmerne.
I 2023 opstillede Starmer fem missioner for sin eventuelle nye regering, rettet mod emner som økonomisk vækst, sundhed, ren energi, kriminalitet og uddannelse.
Ved Parlamentsvalget i Storbritannien 2024 førte Starmer Labour til en jordskredssejr, hvilket afsluttede fjorten års konservativ styre. Denne jordskredssejr lignede den, Tony Blair opnåede ved Parlamentsvalget i Storbritannien 1997, sidste gang en Labour-opposition afsatte en konservativ regering.